# Personale (album)
Personale è il diciottesimo album in studio della cantante italiana Fiorella Mannoia, pubblicato nel 2019.

## Tracce
1. Il peso del coraggio (Amara) - 3:22
2. Imparare ad essere una donna (Cheope, Fiorella Mannoia, Federica Abbate) - 3:15
3. Riparare (Daniele Magro) - 3:31
4. Smettiamo subito (Daniele Magro) - 3:26
5. L'amore è sorprendente (Fiorella Mannoia, Bungaro, Cesare Chiodo) - 3:16
6. Il senso (Giulia Anania, Zibba) - 3:04
7. Un pezzo di pane (Daniele Magro) - 3:18
8. Penelope (Ivano Fossati) - 3:59
9. Resistenza (Federica Abbate, Cheope) - 3:12
10. Anna siamo tutti quanti (Rakele, Bungaro, Cesare Chiodo) - 3:36
11. Carillon (Federica Abbate, Cheope) - 4:04
12. L'amore al potere (Luca Barbarossa) - 4:37
13. Creature (feat. Antonio Carluccio) - 3:57 - Bonus Track

## Classifiche

### Classifiche settimanali
| Classifica (2019) | Posizione massima |
| ----------------- | ----------------- |
| Italia            | 2                 |
| Svizzera          | 45                |

### Classifiche di fine anno
| Classifica (2019) | Posizione |
| ----------------- | --------- |
| Italia            | 91        |